# Iroda Aliyeva
Iroda Mirzaxonovna Aliyeva (nacida el 17 de diciembre de 1929; fallecida el 7 de julio de 1989 en Taskent, Uzbekistán) fue una actriz de teatro y cine uzbeko-soviética, Artista del Pueblo de la República Socialista Soviética de Uzbekistán.

## Vida
Iroda Aliyeva nació el 17 de diciembre de 1929 en Taskent. Se graduó en el Instituto de Arte y Teatro que lleva el nombre de Alexander Ostrovsky en Taskent. En 1951 trabajó en el Teatro Dramático de Taskent que lleva el nombre de Hamza bajo la dirección de la Artista del Pueblo de la URSS Sora Eshontorayeva. El primer papel notable de Aliyeva fue el de Olga Ulyanova en la obra de Popova "La familia". Entre otros papeles, Nasiba (en la comedia "Dientes Enfermos" de Abdulla Qahhor), Muqaddas ("El Verdadero Amor" de Odil Yoqubov), Shirin ("La Leyenda del Amor" de Nazim Hikmet), Marjam ("Argelia - Mi país” por Mohammed Dib), etc.
De 1960 a 1970 se convirtió en una de las actrices influyentes del teatro uzbeko; interpretó el papel de Asal en la obra “La belleza solitaria” de Chingiz Aitmatov, Nazokat en la obra “Parvona” de Uygun. Las imágenes creadas por Aliyeva se caracterizaron por la comprensión de la idea del autor, la profundidad intelectual, la belleza y el brillo, manteniendo al mismo tiempo la calidez, la amabilidad y el encanto. En 1967 recibió el título honorífico de Artista del Pueblo de la República Socialista Soviética de Uzbekistán. Desde 1970 también actuó en el cine, especialmente en el estudio “Uzbekfilm”; en particular, es conocida fuera de la república por el papel de la bruja Almauz-Kampir en las películas infantiles Akmal, Dragón y Princesa (1981) y Las Nuevas Aventuras de Akmal (1983), protagonizó episodios de la película "Una vez solo" ( 1974), “Los piratas del siglo XX” (1979), “La juventud del genio” (1982). Con una voz suave y sonora, la actriz actuó en obras de radio y participó en el doblaje de varios cientos de películas en uzbeko.
Murió en Taskent el 7 de julio de 1989.